# مورغان يورك
مورغان يورك (بالإنجليزية: Morgan York)‏ (و. 1993  م) هي ممثلة تلفزيونية، وممثلة أفلام، وكاتِبة أمريكية. ولدت في بربانك، كاليفورنيا.

## التعليم
تعلمت في جامعة ريدلاندز University of Redlands ‏
.

## وصلات خارجية
- مورغان يورك على موقع IMDb (الإنجليزية)
- مورغان يورك على موقع ألو سيني (الفرنسية)
- مورغان يورك على موقع أول موفي (الإنجليزية)
- مورغان يورك على موقع قاعدة بيانات الأفلام السويدية (السويدية)
- مورغان يورك على موقع قاعدة بيانات الفيلم (الإنجليزية)
- مورغان يورك على موقع كينوبويسك (الروسية)